# آکتئون (فیلم)
آکتئون (اسپانیایی: Acteón‎) یک فیلم درام به کارگردانی خورخه گرائو است که در سال ۱۹۶۵ منتشر شد. از بازیگران آن می‌توان به خوان لوئیس گالیاردو اشاره کرد.